# Romanones
Romanones es un municipio y localidad española de la provincia de Guadalajara, en la comunidad autónoma de Castilla-La Mancha. El término municipal tiene una población de 118 habitantes (INE 2024).

## Geografía
Romanones pertenece a la comarca de La Alcarria. El territorio municipal se encuentra dentro de los valles del río San Andrés, donde está el pueblo de Romanones, y de la vega del río Tajuña. El río San Andrés ha excavado un profundo valle cuyos lados alcanzan casi los 1000 m de altitud (981 m en el paraje Atalaya). En el San Andrés terminan los arroyos de seis barrancos que descienden desde las alturas del municipio contiguo, Tendilla.
En los montes predomina vegetación de pino carrasco, encinas, quejigos, chopos y olivares. Las vegas de los ríos son aprovechadas para el cultivos de secano (cereales) y de regadío. Se cultiva principalmente cebada y girasol con algunas parcelas de maízales y espárragos, además de huertos y otros cereales en menor medida. También hay plantaciones de viñas, olivos y nogales. Entre la fauna de la zona se puede encontrar águilas perdiceras, gatos monteses, cernícalos, corzos, jabalíes y zorros.
Romanones limita con los términos municipales de Valfermoso de Tajuña, Peñalver, Irueste, Tendilla, Armuña de Tajuña, Horche y Lupiana.

## Historia
Romanones fue durante toda la Edad Media aldea del alfoz de la ciudad de Guadalajara. Perteneció a su fuero y jurisdicción hasta que el 11 de diciembre de 1560, por escritura hecha en Toledo ante el escribano real Francisco Garnica, los vecinos, representados por Pedro Moreno, compraron al rey Felipe II de España el derecho de villazgo a razón de 6500 maravedíes cada uno, siendo entonces la población 165 vecinos, lo que sumó 1 072 000 maravedíes.
En diciembre de 1575, sus alcaldes ordinarios, Francisco Catón y Pedro Moreno, contestaron al rey Felipe II que la villa tenía 104 vecinos y dos viudas y que la Villa guarda por voto, el día del Nombre Santo de Jesús, que se tomó por voto, por un infortunio grande de piedra que vino á este término, que nos dejó perdidos habrá nueve años, é guárdase el día que acaeció se hace la Solemnidad, y se guarda el día Santo de Jesús en enero, y se hace procesión general antes de la misa, por la mañana porque este dicho voto se guarda dos días, el uno en enero que cae la festividad, é el otro es a diez de mayo cuando acaeció el dicho terremoto. Guárdase ansi mismo el día de Santo Antón, por voto, en enero (Relaciones topográficas de Felipe II).
Romanones fue adquirido a mitad del siglo XVII, junto con la vecina población de Irueste, por Juan Morales Barnuevo vecino de Guadalajara, quien la convirtió en villa de señorío.
Hacia mediados del siglo XIX, la villa tenía contabilizada una población de 267 habitantes. Aparece descrita en el decimotercer volumen del Diccionario geográfico-estadístico-histórico de España y sus posesiones de Ultramar de Pascual Madoz de la siguiente manera:

ROMANONES: v. con ayunt. en la prov. de Guadalajara (3 leg.), part. jud. de Pastrana (4), aud. terr. de Madrid (13). c. g. de Castilla la Nueva, dióc. de Toledo (25). sit. en llano en un estrecho barranco, cercada de cerros en los que abunda el yeso, su clima es muy cálido en el verano: tiene 10 casas; la consistorial con habitacion para la escuela de instruccion primaria á la que concurren 45 alumnos, dotada con 1,100 rs; hay una posada pública, un pósito con el fondo de 103 fan. de trigo; un hospital perteneciente á un vinculo, sobre el cual gravita la obligacion de mantener 3 camas para los enfermos y la de recoger á los pobres transeúntes; una igl. parr. (la Asuncion de Ntra. Sra.) servida por un cura, un capellan y un sacristan: térm.: confina con los de Valhermoso de Tajuña, Tendilla, Irueste y Orche; dentro de él se encuentran 3 fuentes de buenas aguas, y una ermita Ntra. Sra. de los Angeles): el terreno en su mayor parte es quebrado y de inferior calidad; hay sin embargo dos trozos de vega muy fértil, y 2 buenos montes poblados de encina, roble y algun pino; le bañan el r. Tajuña cuyas aguas no se aprovechan, y un arroyo que después de regar la vega, desagua en aquel: caminos: los locales y el que desde Madrid conduce a los baños de Trillo. correo: se recibe y despacha en Armuña. prod.: trigo, cebada, avena, aceite, vino, alazor, anis, legumbres, patatas, cáñamo, hortalizas, leñas de combustible y carboneo, y pastos con los que se mantiene ganado lanar, cabrio, vacuno, mular y asnal; abunda la caza de perdices, liebres, conejos y algun venado; hay pesca de barbos, truchas y anguilas. ind. la agrícola, el carboneo cuando se permiten cortas, un molino harinero y otro aceitero. pobl.: 90 vec., 267 alm. cap. prod.: 2.345,000 rs. imp.: 140,700. contr.: 7,428.
(Madoz, 1849, pp. 550-551)

En 1893 la reina María Cristina concedió a Álvaro de Figueroa el título de conde de Romanones.

## Demografía
Romanones cuenta con una población de 118 habitantes (INE 2024).
| Gráfica de evolución demográfica de Romanones entre 1842 y 2021                                                     |
| |
| Población de derecho según los censos de población del INE Población de hecho según los censos de población del INE |

## Patrimonio
- Iglesia de San Pedro, obra del siglo XVII.
- Casa solariega de los Figueroa.

## Fiestas
Las fiestas patronales se celebran del 8 al 11 de septiembre con encierros por el campo, suelta de vaquillas, verbenas y pasacalles. La noche del 7 de diciembre se celebran las Lumbres de la Inmaculada en las que los vecinos realizan hogueras por las calles y plazas de la villa, realizando y compartiendo braseados entre vecinos, familiares y amigos. Otras celebraciones que se realizan a lo largo del año son Los Sagrados Corazones de Jesús, en el mes de junio; la semana cultural, en la última semana de julio, y la cabalgata de reyes, la noche del 5 de enero.

## Ayuntamiento

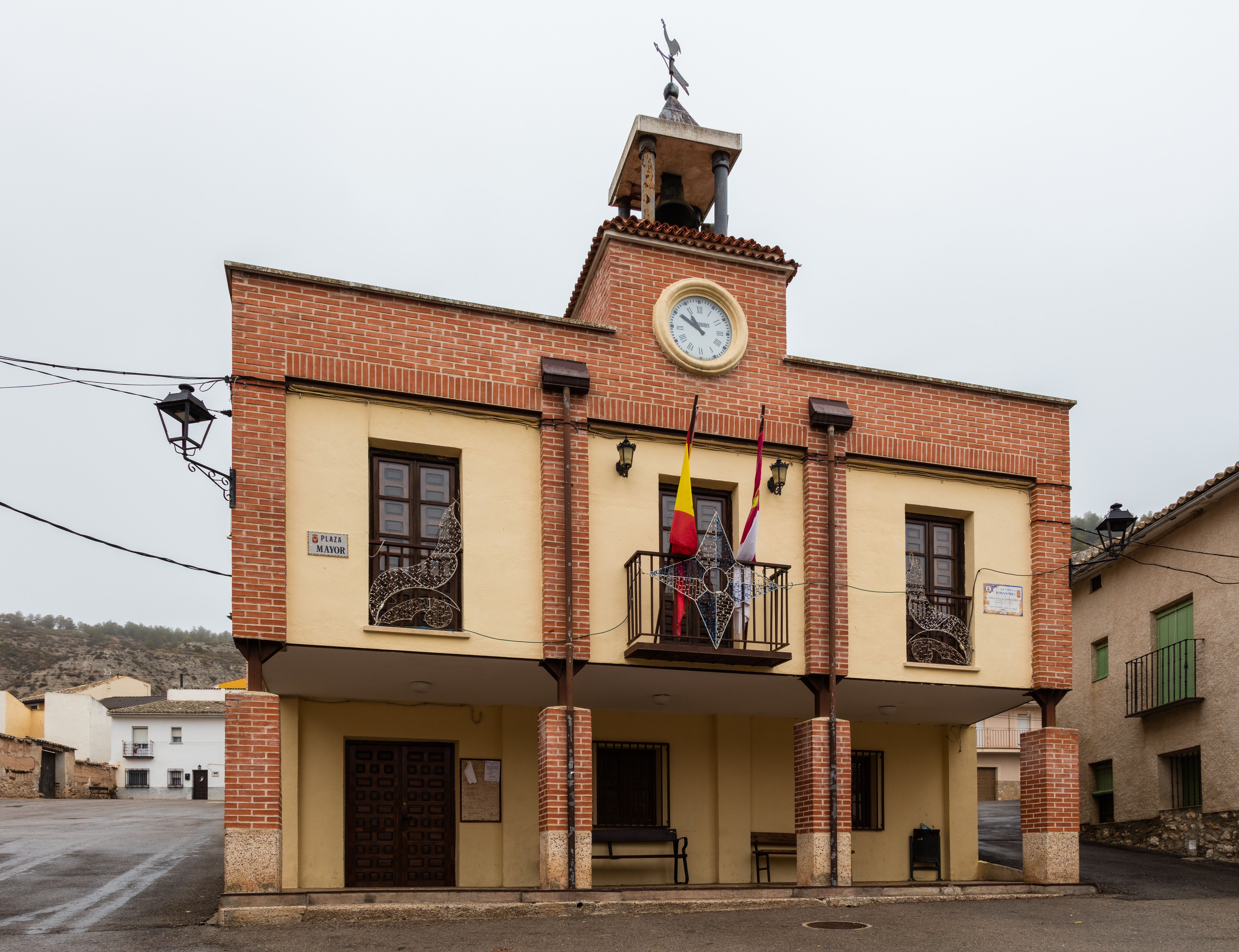
Casa consistorial

En las elecciones locales de 2019, el Partido Popular obtuvo 2 de los 3 concejales de Romanones. José Antonio Ponce Del Campo (PP), es el alcalde desde el 15 de junio de 2019.
| Elecciones municipales del 26 de mayo de 2019 |       |         |            |
| Partido                                       | Votos | %       | Concejales |
| Partido Popular                               | 37    | 61,67 % | 2          |
| Partido Socialista Obrero Español             | 17    | 28,33 % | 1          |